# Andreas Urs Sommer
Andreas Urs Sommer (nascido em 14 de julho de 1972) é um filósofo alemão de origem suíça. Ele se especializou em história da filosofia e sua teoria, ética, filosofia da religião e ceticismo. Seus estudos históricos centram-se na filosofia do Iluminismo e de Nietzsche, mas também tratam de Kant, Max Weber, Pierre Bayle, Jonathan Edwards e outros.

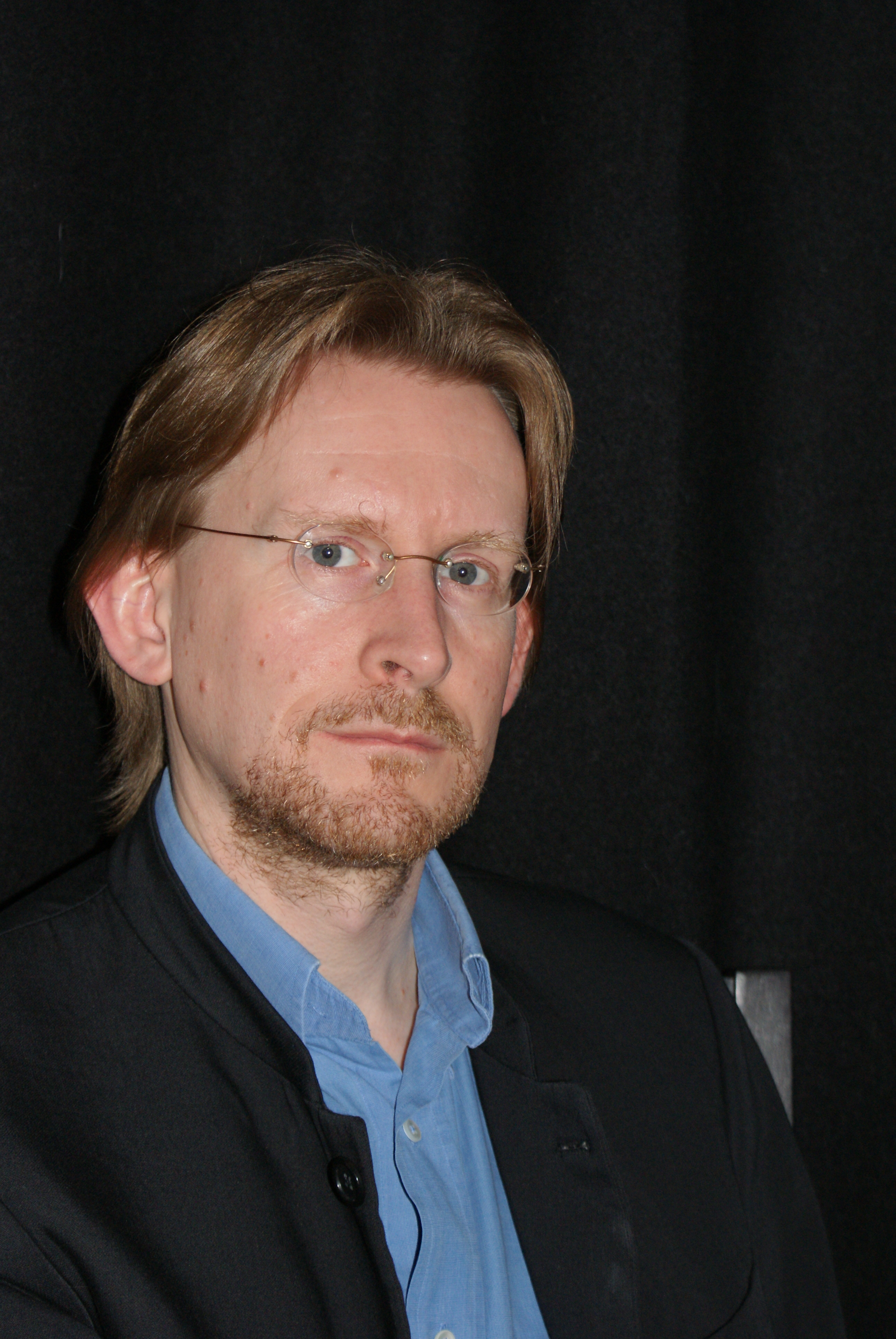
Andreas Urs Sommer em 2012

## Carreira
Andreas Urs Sommer estudou filosofia, teologia e literatura alemã em Basel, Göttingen e Freiburg. Ele obteve seu doutorado na Basel University em 1998 e recebeu sua habilitação em Greifswald em 2004. Ele foi pesquisador visitante na Universidade de Princeton em 1998/99 e bolsista na Universidade de Londres em 2000/01.
Em 2008, Sommer tornou-se responsável pela "Nietzsche-Kommentar" da Academia de Ciências de Heidelberg. Ele também foi nomeado diretor da Friedrich-Nietzsche-Stiftung em Naumburg (Saale). Em 2011, ele se tornou professor de filosofia na Universidade de Freiburg.
Sommer também publica no campo da numismática.